# Ocnița (Moldavië)
Ocnița is een gemeente - met stadstitel - en de hoofdplaats van de Moldavische bestuurlijke eenheid (unitate administrativ-teritorială) Ocnița.
De gemeente telt 9300 inwoners (01-01-2012).